# イヴ・バビッツ
イヴ・バビッツ (1943年5月13日 ～ 2021年12月17日) はアメリカ合衆国の視覚芸術家、作家。半ばフィクションの回想録とロサンゼルスの文化的環境との関係で最もでよく知られる。

## 幼少期と教育
芸術家のメエと20世紀フォックスと契約していたバイオリニストであるソル・バビッツの娘として、カリフォルニア州ハリウッドで生まれた。父親はロシア系ユダヤ人、母親はケイジャン（フランス）を祖先としていた。両親は作曲家イーゴリ・ストラヴィンスキーの友人で、イーゴリはバビッツの後見人だった。 ハリウッド高校に通っていた:39–40

## 経歴
悪名高く知られる最初の出来事となったのは、1963年にパサデナ美術館での芸術家マルセル・デュシャンの記念碑的な回顧展の場所で、デュシャンとチェスをする裸の20歳のバビッツを撮影したジュリアン・ワッサーの象徴的な写真だった。バビッツと当時関係のあったウォルター・ホップスによってキュレーションされた。写真はアメリカ美術公文書館において「アメリカ現代美術の重要な記録画像の一つ」と説明されている。
アトランティック・レコードのアーメット・アーティガンのもと音楽業界で芸術家としてのキャリアを開始、アルバムジャケットを製作した。1960 年代後半、リンダ・ロンシュタット、バーズ、バッファロー・スプリングフィールドのアルバムジャケットをデザインした。デザインした最も有名なアルバムジャケットは1967年のアルバム『バッファロー・スプリングフィールド・アゲイン』のコラージュである。
書いた記事と短編小説は、ローリング・ストーン、ヴィレッジ・ヴォイス、ヴォーグ、コスモポリタン、エスクァイアに掲載された。『Eve's Hollywood』、『Slow Days, Fast Company』、『Sex and Rage』、『Two By Two』、『L.A. Woman』、『Black Swans』などの本の著者である。『Eve's Hollywood』から始まるフィクションと回想録の独特の融合へ移行するこの時期の著作は、数多くの芸術家、ミュージシャン、作家、俳優、その他1960年代、70年代、80年代のシーンを構成したアイコンとなる人物への言及や交流を伴った当時のロサンゼルスの文化シーンにより特徴づけられる。 小説家のジョセフ・ヘラーとブレット・イーストン・エリスはバビッツの作品のファンであり、後者は「バビッツが書くどの本にも、ロサンゼルスとそのサブカルチャーに対する熱意が十分に表れている」と書いている。
ジョーン・ディディオンと頻繁に比較され批評家から賞賛された文学作品の発表にもかかわらず 、マスコミの多くは有名男性とのさまざまな恋愛関係を強調した。これには歌手兼詩人のジム・モリソン、兄弟で芸術家のエド・ルシェとポール・ルシャ、ホップス、コメディアンで作家のスティーブ・マーティン、俳優のハリソン・フォード、作家のダン・ウェイクフィールドなどが含まれる 。エド・ルシェはバビッツを「Five 1965 Girlfriends」 (ウォーカー・アート・センターのデザイン ジャーナル、1970 年) に取り上げた 。 このため、バビッツはニューヨーク市のザ・ファクトリーで1965年にアンディ・ウォーホルの弟子となったイーディ・セジウィックに例えられる。
伝記作家のリリー・アノリックは『Hollywood’s Eve: Eve Babitz and the Secret History of L.A』の中で「バビッツはグルーピーを装うことで、イブは本来立ち入ることのできない領域に侵入することができた」と書いている。 ジャーナリストのマリー・ソリスは、ネイションでこの伝記を批評し「バビッツは家父長制から自由な人生を送ったわけではないが、現代の読者は彼女が家父長制を打ち破る方法を見つけたと推測するかもしれない。ハリウッドのインサイダーとして男性セレブの権力者に近い場所にいたにもかかわらず、彼らの魅力に屈することはほとんどなく、逆に自身のルールに従って行動させた」。
1997年に車の中で火のついたマッチを誤ってガーゼ素材のスカートに落として発火、下に履いていたパンティストッキングが溶けて重傷を負った。 下肢は履いていた羊皮のUggブーツで保護されたが、この事故により体の半分以上に生命に危険を及ぼす第3度の火傷を負った:357-358。健康保険を持っていなかったため、医療費を支払うための募金オークションを友人や家族が組織した。友人や元恋人たちは、長期にわたる治療費の支払いの支援のために現金や美術品を寄付した。この事故の後、やや表舞台から退いたが、それでも時折インタビューに応じる姿勢を見せた。2000年のBeatrice magazineのロン・ホーガンとのインタビューで「他にもやるべき本があり、現在取り組んでいる」と述べた。ホーガンがそれらの何についての本となる予定かを聞くと「1つはフィクションで、もう一つはノンフィクション。ノンフィクションは病院での経験についてのもの。もう1つは、父のロシア系ユダヤ人としての側面、母のケイジャン系フランス人としての側面について、ロサンゼルスでの両親の生活をフィクション化したもの」と答えた 。これらの本は2019年時点で出版されていない。
2021年12月17日、ロサンゼルスのロナルド・レーガンUCLAメディカルセンターでハンチントン病のため78歳で死去した。

## 再評価
ニューヨーク・レビュー・ブックス、サイモン＆シュスター、カウンターポイント・プレスなどの出版社から作品の多くが再出版されたこともあり、2010年から再評価された。ニューヨーク・レビュー・ブックスは、これまで未収録だったエッセイの選集である『I Used to Be Charming』を2019年に出版した。『パリス・レビュー』でモリー・ランバートは「バビッツはどこにいてもくつろいでおり、どこに行っても最も興味深い人物、最も奇妙な場所、最も面白いさりげないディテールを見つける。彼女は書くことを楽で楽しいことのように見せるが、それはどの作家に言わせても最も難しい技術だ」。2009年の『Eve's Hollywood』の批評で、デボラ・シャピロはバビッツの声を「自信がありながらも同情的で、生意気で官能的だが、適度な皮肉を感じさせる」と評し、加えて「ウェスト（そしてファンテ、チャンドラー、ケインなど）を読むとロサンゼルスに行きたくなる。バビッツを読むとロサンゼルスにいるように感じる」とした。
ニューヨーク公共図書館は2016年に「The Eve Effect」に関するパネルディスカッションを開催し、女優のゾシア・マメットやザ・ニューヨーカーのライター、ジア・トレンティノも参加した。2017年にHuluはリズ・ティゲラール、エイミー・パスカル、エリザベス・カンティヨン率いるプロジェクトとして、バビッツの回想録に基づいたコメディシリーズの製作予定を発表した。
2022年、カリフォルニアのハンティントン図書館は、1943年から2011年にわたる草稿、日記、写真、手紙を含むバビッツの個人アーカイブを取得したと発表した。

## 主な出版物

### フィクション
- Eve's Hollywood (1974) New York, NY: Delacorte Press/S. Lawrence. ISBN 0440023394 OCLC 647012057
- Slow Days, Fast Company: The World, The Flesh, and L.A.: Tales (1977) New York, NY: Knopf/Random House. ISBN 0394409841 LCCN 76-47922 OCLC 2645787
- Sex and Rage: Advice to Young Ladies Eager for a Good Time; a Novel (1979) New York, NY: Knopf. ISBN 0394425812 OCLC 1001915515
- L.A. Woman (1982) New York, NY: Linden Press/Simon & Schuster. ISBN 0671420860 OCLC 8110896
- Black Swans: Stories (1993) New York, NY: Knopf/Random House. ISBN 0679405186 OCLC 27067318
  - 邦訳『ブラック・スワンズ』（山崎まどか翻訳、左右社） 2025/2/6

### ノンフィクション
- Fiorucci, The Book (1980) New York, NY: Harlin Quist/Dial/Delacorte. ISBN 0825226082 OCLC 900307237
- Two by Two: Tango, Two-step, and the L.A. Night (1999). New York, NY: Simon & Schuster. ISBN 0684833921 OCLC 41641459
- I Used to Be Charming: The Rest of Eve Babitz (2019). New York, NY: New York Review of Books ISBN 9781681373799 OCLC 1100441110

### エッセイ集
- Roll Over Elvis: The Second Coming of Jim Morrison. Esquire, March 1991

## 参照
1. ↑  Nelson, Steffie, L.A. Woman The Los Angeles Review of Books, December 18, 2011 Nelson, Steffie (2011年12月18日). “L.A. Woman”. 2013年1月22日時点のオリジナルよりアーカイブ。2012年5月1日閲覧。
2. ↑  “Los Angeles Review of Books - L.A. Woman”. web.archive.org (2013年1月22日). 2023年8月13日閲覧。
3. ↑  “The BEATRICE Interview: 2000”. www.beatrice.com. 2023年8月13日閲覧。
4. ↑  “Oral history interview with Eve Babitz, 2000 June 14 | Archives of American Art, Smithsonian Institution” (英語). www.aaa.si.edu. 2023年8月13日閲覧。
5. 1 2 3  Babitz, Eve「All This and The Godfather Too」『I Used To Be Charming』New York Review of Books、New York、2019年。ISBN 9781681373799。オリジナルの2021年4月21日時点におけるアーカイブ。2021年4月21日閲覧。
6. ↑  Babitz, Eve (2021年12月18日). “Eve Babitz: I Was a Naked Pawn For Art” (英語). Esquire. 2021年12月19日時点のオリジナルよりアーカイブ。2023年8月13日閲覧。
7. 1 2 3 4  Anolik, Lili (March 2014). All About Eve—and Then Some. Conde Nast.  オリジナルのFebruary 28, 2014時点におけるアーカイブ。 2023年8月13日閲覧。.
8. ↑  Babitz, Eve (14 June 2000). "Oral history interview". Archives of American Art (Interview). Interviewed by Paul Karlstrom. Babitz's home, Hollywood, California: Smithsonian Institution. 2014年3月6日時点のオリジナルよりアーカイブ。2023年8月13日閲覧。
9. ↑  RockDoc999 (2020年11月28日). “Eve Babitz - A Los Angeles Icon”. recordart. 2021年12月30日時点のオリジナルよりアーカイブ。2023年8月13日閲覧。
10. ↑  Holter, Andrew. The RS500 #188: Buffalo Springfield, "Buffalo Springfield Again" (1967).  オリジナルのDecember 30, 2021時点におけるアーカイブ。 2023年8月13日閲覧。.
11. ↑  Babitz, Eve（英語）『Two by Two: Tango, Two-Step, and the L.A. Night』（First Printing）Simon & Schuster、New York、1999年11月3日。ISBN 9780684833927。
12. 1 2  Green, Penelope「The Eve Babitz Revival」『The New York Times』2019年10月3日。ISSN 0362-4331。オリジナルの2021年4月21日時点におけるアーカイブ。2023年8月13日閲覧。
13. ↑  Tolentino, Jia (英語). The "Sex and Rage" of Eve Babitz.  オリジナルのFebruary 23, 2021時点におけるアーカイブ。 2023年8月13日閲覧。.
14. ↑  “Eve Babitz chronicled L.A.'s hedonist heyday and enjoyed the party” (英語). Los Angeles Times (2019年1月18日). 2021年4月21日時点のオリジナルよりアーカイブ。2023年8月13日閲覧。
15. 1 2  Lambert, Molly (2019年10月7日). “The Perseverance of Eve Babitz's Vision” (英語). The Paris Review. 2021年4月21日時点のオリジナルよりアーカイブ。2023年8月13日閲覧。
16. ↑  Ciuraru, Carmela「Review: New Novels by Paul Murray, César Aira and Others」『The New York Times』2015年10月28日。ISSN 0362-4331。オリジナルの2021年4月21日時点におけるアーカイブ。2023年8月13日閲覧。
17. ↑  Nelson, Steffie, L.A. Woman The Los Angeles Review of Books, December 18, 2011 Nelson, Steffie (2011年12月18日). “L.A. Woman”. 2013年1月22日時点のオリジナルよりアーカイブ。2023年8月13日閲覧。
18. ↑  Anolik, Lili (2019). Hollywood's Eve : Eve Babitz and the secret history of L.A.. New York: Scribner. ISBN 978-1-5011-2579-9. OCLC 1057240688
19. ↑  Solis, Marie「Eve Babitz's Visions of Total Freedom」『The Nation』2019年2月8日。ISSN 0027-8378。オリジナルの2021年4月21日時点におけるアーカイブ。2023年8月13日閲覧。
20. ↑  “The Eve Babitz Revival” (英語). New York Times (2019年10月3日). 2021年4月21日時点のオリジナルよりアーカイブ。2023年8月13日閲覧。
21. 1 2  Babitz, Eve (2000). "Eve Babitz". www.beatrice.com (Interview). Interviewed by Ron Hogan. 2016年3月27日時点のオリジナルよりアーカイブ。2023年8月13日閲覧。
22. ↑  Green, Penelope「Eve Babitz, a Hedonist With a Notebook, Is Dead at 78」『The New York Times』2021年12月19日。ISSN 0362-4331。オリジナルの2021年12月20日時点におけるアーカイブ。2023年8月13日閲覧。
23. ↑  Olsen, Mark「Author Eve Babitz, who captured and embodied the culture of Los Angeles, dies at 78」『』2021年12月18日。オリジナルの2021年12月19日時点におけるアーカイブ。2023年8月13日閲覧。
24. ↑  Schudel, Matt「Eve Babitz, who chronicled and reveled in Hollywood hedonism, dies at 78」『Washington Post』2021年12月19日。ISSN 0190-8286。オリジナルの2021年12月20日時点におけるアーカイブ。2023年8月13日閲覧。
25. ↑  “Eve Babitz” (英語). New York Review Books. 2021年4月21日時点のオリジナルよりアーカイブ。2023年8月13日閲覧。
26. ↑  “Eve Babitz” (英語). Simon & Schuster. 2021年4月21日時点のオリジナルよりアーカイブ。2023年8月13日閲覧。
27. ↑  “Eve Babitz” (英語). Counterpoint Press (2017年1月25日). 2021年4月21日時点のオリジナルよりアーカイブ。2023年8月13日閲覧。
28. ↑  Shapiro, Deborah (2009年3月12日). “Freeways, Taquitos, Stravinsky, and Speed”. The Second Pass. 2012年5月23日時点のオリジナルよりアーカイブ。2023年8月13日閲覧。
29. ↑  Cohen, Stefanie (2019年1月5日). “How a badass, ex-drug addict groupie became a millennial hero at 75” (英語). New York Post. 2020年12月14日時点のオリジナルよりアーカイブ。2023年8月13日閲覧。
30. ↑  “Hulu Developing 'LA Woman' Comedy Based On Eve Babitz Memoirs From Liz Tigelaar, Amy Pascal and Elizabeth Cantillon” (2017年10月4日). 2017年11月7日時点のオリジナルよりアーカイブ。2023年8月13日閲覧。
31. ↑  Pineda, Dorany (2022年3月10日). “The Huntington Library acquires archive of Eve Babitz, the late L.A. author”. Los Angeles Times. 2023年8月13日閲覧。